# Jaroslav Kolín
Jaroslav Kolín byl členem Československé strany lidové a politickým vězněm. Byl souzen v 50. letech 20. století v politickém monstrprocesu Kolín, Weiland, Hostička, Svobodová a spol.

## Život a činnost
Jaroslav Kolín se narodil 16. ledna 1914 v Gračanici u Sarajeva v rodině rak. - uherského poštovního úředníka. Absolvoval obecnou školu, odmaturoval na Obchodní akademii v Kolíně. Se svými rodiči pobýval také v Užhorodě, Mělníce a Pardubicích. Mezi lety 1933 až 1935 absolvoval vojenskou službu ve Vysokém Mýtě. Pracoval nejprve jako komerční úředník, posléze jako poštovní úředník. V době zatčení byl na postu cizojazyčného korespondenta v exportu v Jablonci nad Nisou. V roce 1940 si vzal Jarmilu Ulrichovou z Kostelní Lhoty u Nymburka, se kterou měl dvě dcery, Janu (nar. 1942) a Helenu (nar. 1948).
Po druhé světové válce vstoupil do Československé strany lidové, zastával funkci člena krajského výboru a byl i zemským poslancem.

### Zatčení, obžaloba, rozsudek
Jaroslav Kolín byl zatčen 17. prosince 1949 v Liberci a následně byl obviněn z trestného činu velezrady a vyzvědačství. Konktrétně se měl účastnit spiknutí proti republice, také udržoval styk s Emilem Weilandem a byl součástí nelegálních schůzek v bytě Růženy Koškové, provdané Krásné. Také měl organizovat distribuci Pastýřských listů na fary.
Byl odsouzen nejprve k doživotnímu odnětí svobody, později zkrácenému na 25 let, také dostal pokutu ve výši 10 000 Kč a došlo ke zkonfiskování jeho majetku. Tento rozsudek přijal. Podle novin jednal Jaroslav Kolín za základě instrukcí Bedřicha Hostičky, jejichž společnou spolupracovnicí se stala spisovatelka Nina Svobodová. Podle všeho se při výslechu Jaroslav Kolín přiznal i k údajné přípravě násilného puče.

### Věznění, osud po propuštění
Trest nastoupil Jaroslav Kolín 21. července 1950 v Liberci, potom byl vězněn na Mírově. Většinu trestu strávil v Leopoldově. Měl být uvězněn do 17. prosince 1974. V rámci uvěznění pracoval jako skladník a plnil normy. Avšak byl trestán za vedení různých rozhovorů se spoluvězni. Jaroslav Kolín s manželkou žádal několikrát o milost a prošetření případu. Trest mu byl snížen v roce 1954 na 18 let. V roce 1956 došlo k revizi trestního řízení Jaroslava Kolína a dalších vězňů. V rámci výslechu zamítnul údajné plánování puče, také si stěžoval na tělesné týrání při výsleších a vydírání ze strany vyšetřovatelů. I přesto prokuratura nepovolila propuštění vězňů.
Jaroslav Kolín byl propuštěn díky amnestii prezidenta republiky 9. května 1960, bylo mu prominuto 14 let a 7 měsíců trestu. Po ukončení trestu mu bylo nařízeno pracovat pouze v dělnických profesích. Z vězení ale odcházel jako nemocný člověk, trpěl tuberkulózou. Jaroslav Kolín zemřel 7. července 1977 na rakovinu plic.